# Stadion Tachti w Bandar-e Anzali
Stadion Tachti w Bandar-e Anzali – jest stadionem mieszczącym się w mieście Bandar-e Anzali. Wybudowany został w 1953. Może on pomieścić 20 000 widzów. Na stadionie swoje mecze domowe rozgrywa drużyna Malawan Bandar-e Anzali.